# Nightfall in Middle-Earth
Nightfall in Middle-Earth je šesté studiové album německé powermetalové hudební skupiny Blind Guardian. Vydáno bylo v roce 1998 pod vydavatelstvím Virgin Records. Jedná se o konceptuální album založené na knize Silmarillion od J. R. R. Tolkiena vyprávějící příběhy z prvního věku fiktivní země Středozem. Obal desky znázorňuje elfí princeznu Lúthien tančící před Morgothem. Na tomto albu se poprvé jako host podílel baskytarista Oliver Holzwarth a zpěvák Hansi Kürsch, jenž tento post do té doby zastával, se plně soustředil pouze na zpěv. Nightfall in Middle-Earth je hudebními kritiky hodnoceno jako jedno z nejzdařilejších alb diskografie Blind Guardian.

## Seznam skladeb
Hudbu složil(i) André Olbrich a Hansi Kürsch, není-li uvedeno jinak, texty napsal(i) Hansi Kürsch.
| Pořadí | Název                                | Hudba                                         | Délka |
| ------ | ------------------------------------ | --------------------------------------------- | ----- |
| 1.     | War of Wrath                         |                                               | 1:50  |
| 2.     | Into the Storm                       |                                               | 4:24  |
| 3.     | Lammoth                              |                                               | 0:28  |
| 4.     | Nightfall                            |                                               | 5:34  |
| 5.     | The Minstrel                         |                                               | 0:32  |
| 6.     | The Curse of Fëanor                  | Olbrich, Kürsch, Thomas Stauch, Marcus Siepen | 5:41  |
| 7.     | Captured                             |                                               | 0:26  |
| 8.     | Blood Tears                          |                                               | 5:24  |
| 9.     | Mirror Mirror                        |                                               | 5:06  |
| 10.    | Face the Truth                       |                                               | 0:24  |
| 11.    | Noldor (Dead Winter Reigns)          |                                               | 6:51  |
| 12.    | Battle of Sudden Flame               |                                               | 0:44  |
| 13.    | Time Stands Still (At the Iron Hill) |                                               | 4:53  |
| 14.    | The Dark Elf                         |                                               | 0:23  |
| 15.    | Thorn                                |                                               | 6:19  |
| 16.    | The Eldar                            | Olbrich, Kürsch, Michael Schüren              | 3:39  |
| 17.    | Nom the Wise                         |                                               | 0:33  |
| 18.    | When Sorrow Sang                     |                                               | 4:25  |
| 19.    | Out on the Water                     |                                               | 0:44  |
| 20.    | The Steadfast                        |                                               | 0:21  |
| 21.    | A Dark Passage                       |                                               | 6:01  |
| 22.    | Final Chapter (Thus Ends...)         |                                               | 0:48  |

| Bonus reedice 2007 | Bonus reedice 2007 | Bonus reedice 2007     | Bonus reedice 2007 |
| Pořadí             | Název              | Hudba                  | Délka              |
| ------------------ | ------------------ | ---------------------- | ------------------ |
| 25.                | Harvest of Sorrow  | Siepen, Kürsch, Stauch | 3:39               |
| Celková délka:     | Celková délka:     | Celková délka:         | 69:18              |

## Obsazení
- Hansi Kürsch – basová kytara, zpěv
- André Olbrich – kytary, doprovodný zpěv
- Marcus Siepen – kytary, doprovodný zpěv
- Thomas Stauch – bicí

Hosté
- Oliver Holzwarth – basová kytara
- Mathias Wiesner – klávesy, orchestrální efekty
- Michael Schüren – piano
- Max Zelzner – flétna
- Norman Eshley, Douglas Fielding – vyprávění
- Billy King, Rolf Köhler, Olaf Senkbeil, Thomas Hackmann – doprovodný zpěv, chorus